# Ярошенко Юрій Федорович
Ярошенко Юрій Федорович — український бізнесмен, кандидат економічних наук, викладач КНУБА, лауреат державної премії України в галузі науки і техніки (2009). Син міністра фінансів України Федора Ярошенка.

## Життєпис
Один з 3 синів українського політика та бізнесмена Федора Ярошенка. Мати — Ніна Григорівна. Має двох братів, один з яких — Олексій (1976–2017) до травня 2012 року працював на посаді керівника Подольської районної державної податкової інспекції в м. Києві, а з травня по серпень 2012 року — на посаді керівника  Шевченківської районної державної податкової інспекції в м. Києві 
З 1996 року працює в галузі птахівництва та займається бізнесом. 
З 2000 року разом з матір'ю став власником Сільськогосподарського ТОВ Науково-виробнича компанія „Єнакієвська птахофабрика“». Також був співвласником та директором деяких інших агропідприємств, зокрема, - ТОВ "Регіональна компанія  "РозДон", яке в 2003 році придбало   Київську птахофабрику.
З 2011 року — директор ТОВ "Ландгут Україна".
У 2016 році Генеральна прокуратура України в межах кримінального провадження про розкрадання  бюджетних коштів членами Уряду України проводила перевірку законності дій Міністра фінансів України Федора Ярошенко при виділенні в 2010 році Міністерству аграрної політики України 350 млн гривень для бюджетної підтримки  агропідприємств, з яких  близько 40 мільйонів гривень отримали  ТОВ «Ландгут Бройлер», ТОВ «Комбікормовий Завод «Феоніс» та ПАТ "Птахофабрика "Київська", власником яких на думку слідства був син міністра Юрій Ярошенко.
За результатами проведеної перевірки окреме кримінальне провадження не відкривалося, про підозру жодній особі не повідомлялося. 
Відповідно до даних  Єдиного державного реєстру юридичних осіб Юрій Ярошенко не був власником ТОВ «Ландгут Бройлер», ТОВ «Комбікормовий Завод «Феоніс» на момент отримання ними  бюджетних коштів в 2010 році, а придбав вказані підприємства лише в 2014 році.
Викладач Кафедри управління проектами Київського національного університету будівництва і архітектури.

## Нагороди
- Державна премія України в галузі науки і техніки (2009)
- Орден «За заслуги» III ступеню (2009)[8]